# سنتر ریج، آرکانزاس
سنتر ریج (به انگلیسی: Center Ridge) یک منطقهٔ مسکونی در ایالات متحده آمریکا است که در شهرستان کانوی، آرکانزاس واقع شده‌است. سنتر ریج ۲۳٫۰۶ کیلومتر مربع مساحت و ۱٬۳۹۴ نفر جمعیت دارد و ۲۳۱٫۰۴ متر بالاتر از سطح دریا واقع شده‌است.